# Khu truyền giáo dòng Tên của Chiquitos
Khu truyền giáo dòng Tên của Chiquitos nằm tại Santa Cruz, miền đông Bolivia. Sáu khu truyền giáo còn lại trong số nhiều khu truyền giáo trước đây được công nhận là Di sản thế giới của UNESCO vào năm 1990. Nó thể hiện sự ảnh hưởng văn hóa của người Amerind và châu Âu, và được hình thành như những khu truyền giáo của Dòng Tên trong thế kỷ 17-18.
Khu vực này giáp với những vùng lãnh thổ của thực dân Tây Ban Nha và Bồ Đào Nha ở Nam Mỹ, phần lớn vẫn chưa được khám phá vào cuối thế kỷ 17. Vua của Tây Ban Nha đã cử những tu sĩ Dòng Tên khám phá và thành lập 11 khu truyền giáo và định cư trong 76 năm ở Chiquitania - sau đó được gọi là Chiquitos - trên biên giới lãnh thổ Tây Ban Nha tại châu Mỹ. Họ xây dựng các nhà thờ theo một phong cách độc đáo và riêng biệt, kết hợp các yếu tố của kiến trúc bản địa và châu Âu. Các cư dân bản địa đã được giảng dạy âm nhạc châu Âu như một phương tiện chuyển đổi tôn giáo. Khu truyền giáo và định cư có nhiệm vụ tự cung tự cấp, phát triển nền kinh tế, mang tính tự trị từ vua Tây Ban Nha.
Sau khi Dòng Tên bị trục xuất theo lệnh vào năm 1767, hầu hết khu truyền giáo dòng Tên ở Nam Mỹ đã bị bỏ hoang và hầu hết trở thành đống đổ nát. Khu truyền giáo dòng Tên ở Chiquitos là khu định cư và văn hóa liên quan duy nhất hầu như nguyên vẹn.
Một dự án phục hồi lớn của các Khu giáo hội truyền giáo dòng Tên bắt đầu với sự xuất hiện của cựu tu sĩ Dòng Tên và kiến trúc sư Hans Roth vào năm 1972. Từ năm 1990, Khu truyền giáo đã trở thành một địa điểm du lịch nổi tiếng. Một lễ hội âm nhạc quốc tế phổ biến được tổ chức hai năm một lần được đưa vào bởi các tổ chức phi lợi nhuận Asociación Pro Arte y Cultura  cùng với các hoạt động văn hóa khác trong thị trấn đã góp phần quảng bá về hình ảnh của di sản kiến trúc này.

## Vị trí

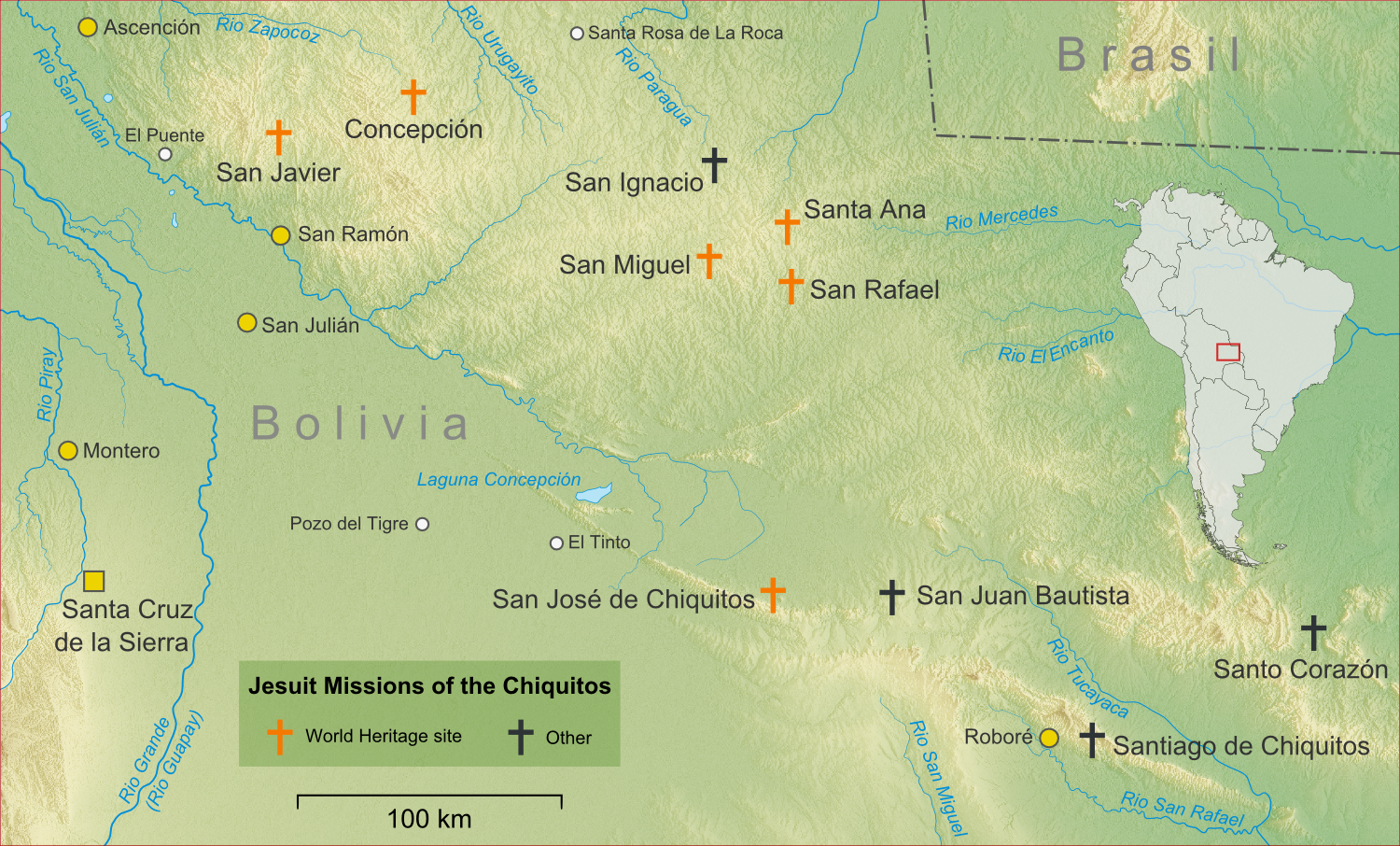
Bản đồ các khu truyền giáo dòng Tên ở Chiquitos.

Sáu khu truyền giáo được công nhận là Di sản thế giới nằm tại các vùng đất thấp nóng và khô hạn của vùng Santa Cruz, phía đông Bolivia. Chúng nằm trong một khu vực gần Gran Chaco, phía đông và đông bắc của thành phố Santa Cruz de la Sierra, giữa sông Paraguay và Guapay.
Khu truyền giáo phía tây là San Xavier (còn được gọi là San Javier) và Concepción, nằm ở tỉnh Ñuflo de Chavez giữa sông San Julián và Urugayito. Santa Ana de Velasco, San Miguel de Velasco, và San Rafael de Velasco nằm ở phía đông, thuộc tỉnh José Miguel de Velasco, gần biên giới với Brazil. San José de Chiquitos nằm ở tỉnh Chiquitos, cách San Rafael khoảng 200 km (120 dặm) về phía nam.
Ba khu truyền giáo dòng Tên khác - San Juan Bautista (bây giờ là đống đổ nát), Santo Corazon và Santiago de Chiquitos - đã không được đặt trong Danh sách di sản Khu truyền giáo dòng Tên của Chiquitos' của UNESCO - nằm ở phía đông của San José de Chiquitos, cách không xa thị trấn Roboré. Thủ phủ của tỉnh Miguel Velasco de José, San Ignacio de Velasco được thành lập như là một khu truyền giáo của các linh mục dòng Tên, nhưng cũng không phải là một Di sản thế giới bởi nhà thờ hiện nay là công trình được xây dựng lại, không phải là một biện pháp phục hồi.